# Souvrství Š'-šu-kou

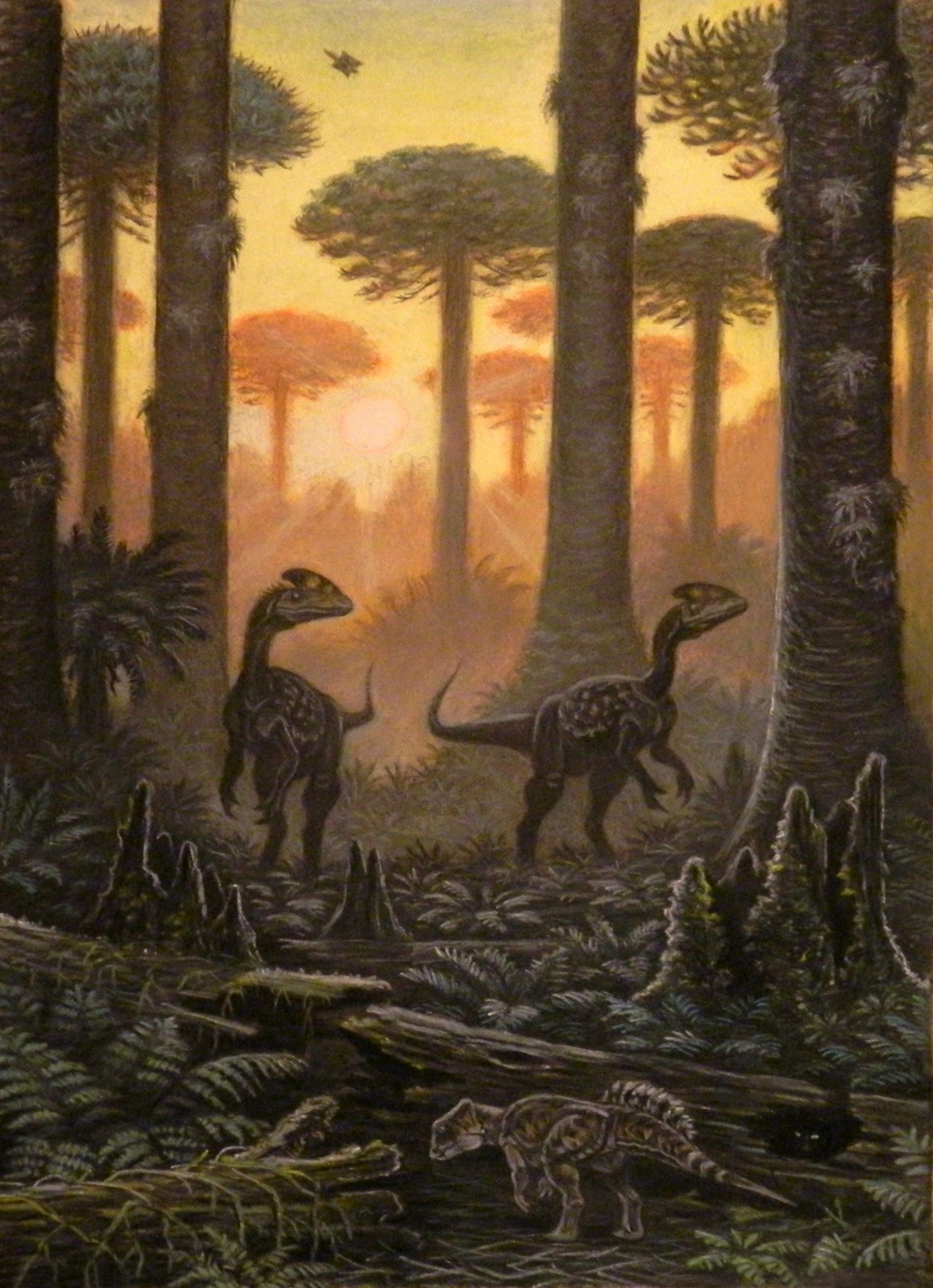
Ekosystém souvství Š'-šu-kou s dinosaury rodu Guanlong a Yinlong.

Souvrství Š'-šu-kou (čínsky pchin-jinem Shishugou) je geologické souvrství, jehož výchozy se nacházejí na území severozápadní části Číny (provincie Sin-ťiang, severní část Džungarské pánve). Stáří vrstev odpovídá období střední až pozdní (svrchní) jury, konkrétně geologickým věkům/stupňům callov až oxford (období před zhruba 163 až 156 miliony let). Mocnost činí až kolem 380 metrů, hlavním typem sedimentu jsou zde jílovce, tufy, pískovce a slepence.

## Popis
Ve vrstvách této geologické formace z období střední až svrchní jury jsou objevovány dinosauří fosilie, ale také fosilie krokodýlovitých plazů (jako je Junggarsuchus nebo Sunosuchus) a mammaliaformů (savcům příbuzných synapsidů, konkrétně tritylodontních kynodontů druhu Bienotheroides wucaiensis a Yuanotherium minor). Byly odtud popsány také dva rody pterosaurů, konkrétně Kryptodrakon a Sericipterus. Mezi významné paleontologické objevy patří například tyranosauroidní teropod druhu Guanlong wucaii, bizarní noasauridní teropod Limusaurus inextricabilis nebo obří sauropod Mamenchisaurus sinocanadorum.

## Seznam dinosaurů z tohoto souvrství

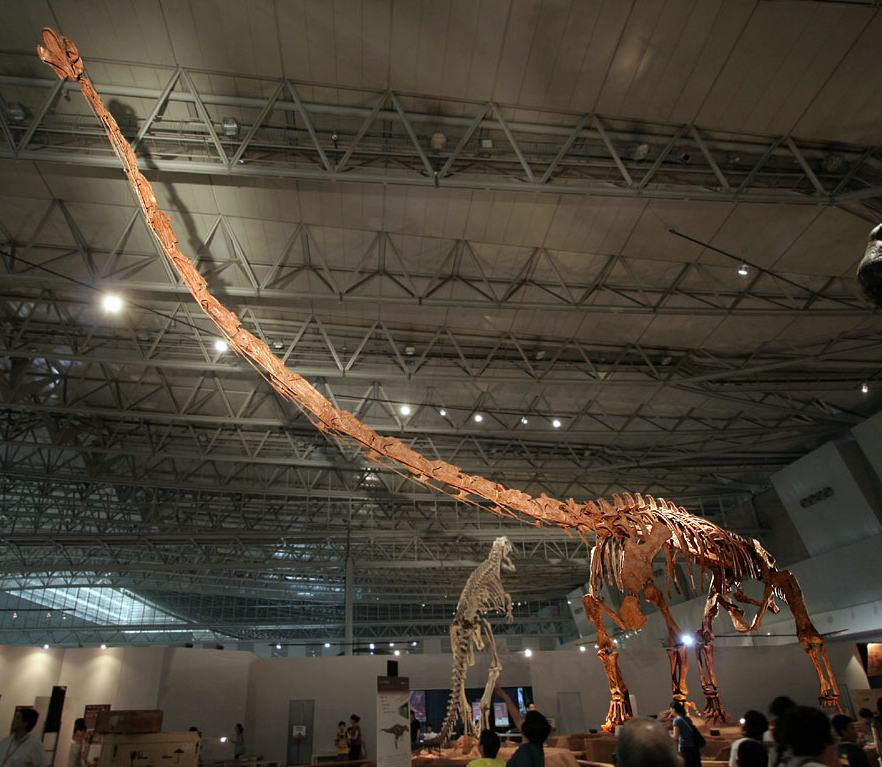
Kostra obřího sauropoda druhu Mamenchisaurus sinocanadorum.

### Ptakopánví dinosauři
- Eugongbusaurus wucaiwanensis[9]

- Hualianceratops wucaiwanensis[10]

- Jiangjunosaurus junggarensis[11]

- Yinlong downsi[12]

### Plazopánví dinosauři

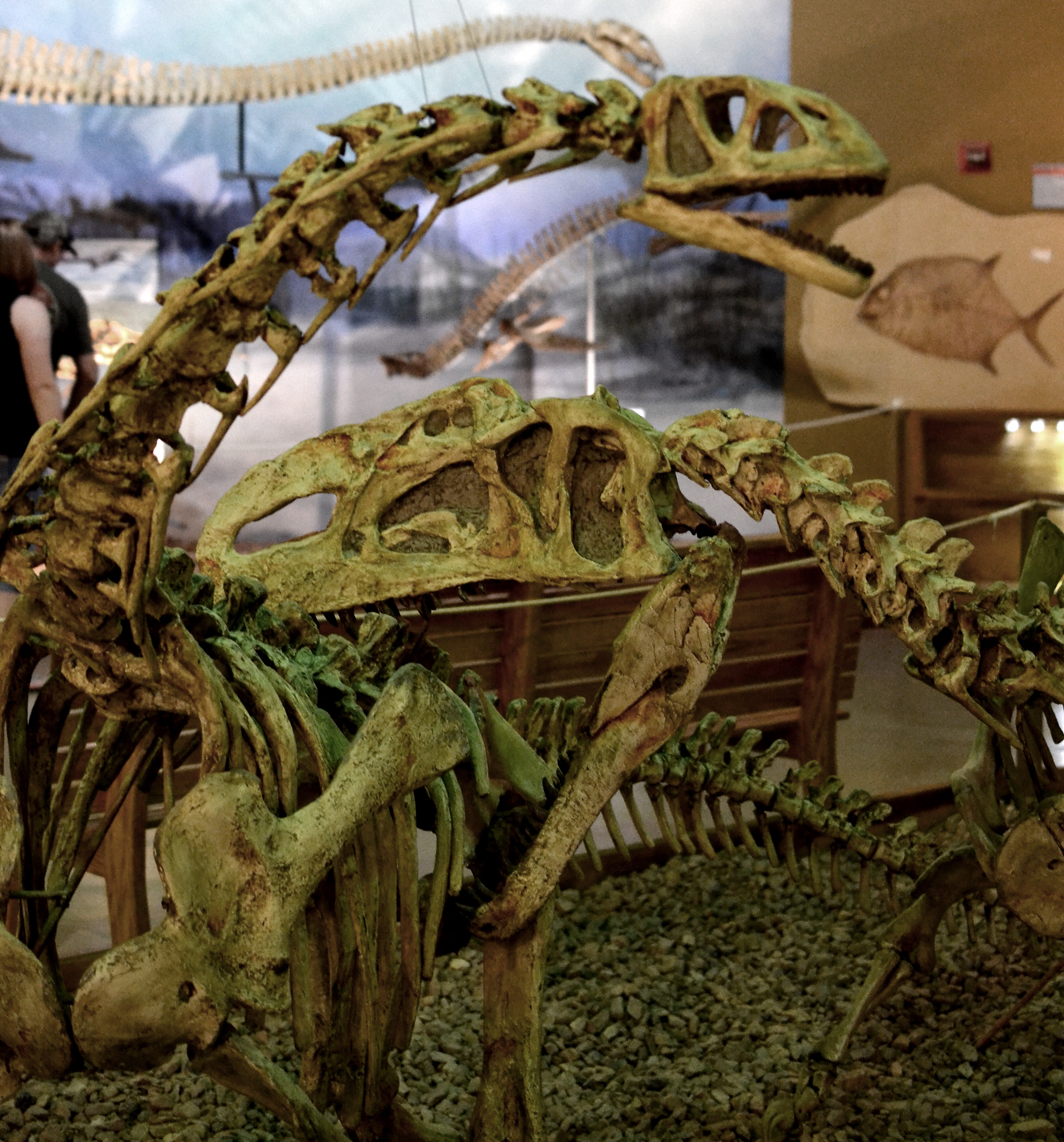
Teropod rodu Monolophosaurus útočí na sauropoda rodu Bellusaurus, kostry v muzejní expozici.

- Bellusaurus sui[13]

- Fushanosaurus qitaiensis[14]

- Klamelisaurus gobiensis[15]

- Mamenchisaurus sinocanadorum[16]

- Tienshanosaurus chitaiensis[17]

- Aorun zhaoi[18]

- Guanlong wucaii[19]

- Haplocheirus sollers[20]

- Limusaurus inextricabilis[21]

- Monolophosaurus jiangi[22]

- Shishugounykus inexpectus[23]

- Sinraptor dongi[24]

- Zuolong salleei[25]